# Friderik Velbič
Friderik Velbič (Friedrich Martin Josef Welwitsch), avstrijski raziskovalec in botanik, * 5. februar 1806, Gospa Sveta, Avstrijsko cesarstvo, † 20. oktober 1872, London, Združeno kraljestvo.
Znan je, ker je v Angoli odkril rastlino velbičevko (Welwitschia mirabilis). Njegovo poročilo je med botaniki in širšo javnostjo vzbudilo veliko pozornosti, primerljivo z odkritjem dveh drugih rastlin v 19. stoletju, in sicer viktorije (Victoria amazonica) in orjaške raflezije (Rafflesia arnoldii).
V Angoli je odkril tudi Rhipsalis baccifera, vrsto kaktusa, ki raste avtohtono zunaj Novega sveta. Čez nekaj let  je bila vrsta odkrita tudi na Šrilanki, kar je ponovno razvnelo tedaj že stoletje in pol staro razpravo o izvoru kaktusov v Afriki in Aziji. V tistem času se je razprava končala s soglasjem, da jih širijo ptice selivke.
Med botaniki je bil znan tudi po svojih opisih številnih drugih rastlin, na primer Cyphostemma Macropus, Tavaresia angolensis, Dorstenia psilurus, Sarcocaulon mossamedense, Acanthosicyos horridus, Pachypodium namaquanum in Pachypodium lealii. Vrsto gobe Geastrum welwitschii, najdene v Španiji, so prav tako imenovali v njegovo čast.

## Življenjepis
Rodil se je v Gospe Sveti (Maria Saal), Vojvodini Koroški v Avstrijskem cesarstvu v premožni družini Josepha Antona Welwicha, lokalnega sodnega častnika in mestnega svetnika v Salzburgu, in Genovefe Mayr. Ime družine, ki bi ga v slovenščini zapisali Velbič, kaže na slovenske korenine. Znano je, da je bila njegova mati Nemka, medtem ko je bila očetova družina morda slovenskega rodu, a to ni bilo dokazano.  Ni znano, ali je govoril slovensko, čeprav je dve leti delal kot zdravnik v Postojni. Tudi tu je še naprej razvijal svoje zanimanje za kriptogamne rastlinske vrste.
V nasprotju z željami svojega očeta, ki je želel, da bi študiral pravo, je študiral medicino in botaniko na Dunaju ter nato delal kot zdravnik v avstrijskih deželah v Kranjski in Moravski. Njegov interes za rastlinsko kraljestvo, v katerem je odkril številne do tedaj neznane rastline, je bil tako velik, da je leta 1839 v celoti opustil zdravniški poklic.
S finančno pomočjo Württemberškega botaničnega združenja je odpotoval na Portugalsko, kjer je postal direktor botaničnih vrtov. Slaven je postal, ko je z nadaljnjo pomočjo portugalskega predstavnika Würtemberške botanične družbe izvedel raziskavo o Kanarskih otokih, Madeiri in od leta 1853 o takratni portugalski koloniji Angoli, kar je bilo v interesu portugalske vlade. Tam je leta 1859 v puščavi Namib, v južnem delu Angole, odkril velbičevko, enkratno predstavnico razreda gnetovcev, znano tudi kot tumboa  s podzemnim steblom premera 50 cm, ki lahko zraste 30 metrov globoko in s samo dvema do 2 m dolgima listoma, ki imata najdaljšo življenjsko dobo listov (1500 do 2000 let) v vsem rastlinskem kraljestvu.
Po osmih napornih letih raziskovanja in zbiranja se je leta 1861 vrnil na Portugalsko. Zaradi boljših delovnih razmer je leta 1863 odšel v London. Tam je delal najprej v Prirodoslovnem muzeju, nato v Kraljevskih botaničnih vrtovih v Kewu (Kew Gardens), kjer je razvrščal in katalogiziral zelo veliko zbirko. Samo v publikaciji Sertum Angolense je opisal 12 novih kategorij in 48 novih vrst. Svojo dragoceno zbirko je zapustil londonskemu Prirodoslovnemu muzeju. Ker pa je njegovo angolsko raziskovanje financirala portugalska vlada, jo je zahtevala zase. Zadeva je bila rešena šele po triletnih pogajanjih: ena serija njegove zbirke je zdaj v Lizboni, druga pa je ostala v Londonu. Pokopan je na pokopališču v Kensal Greenu, kjer je plošča z napisom: "Frederikus Welwitsch, M.D. – Florae angolensis investigatorum princeps – Nat. in Carinthia 5 Feb 1806 – Ob. Londini 20. Oct 1872."

## Publikacije
- Beiträge zur kryptogamischen Flora Unterösterreichs. In: Beiträge zur Landeskunde Österreichs, vol. 4, 1834.
- Synopsis Nostochinearum Austriae inferioris. PhD Thesis, Vienna, 1836.
- Genera Phycearum Lusitanae (=Actas da Academia das Ciências de Lisboa), Lizbona 1850.
- Apontamentos Fito-geograficos sobre a Flora da Província de Angola na Africa Equinocial v Anais do Conselho do Ultramarino de oct. 1858, Lizbona 1858.
- Sinopse explicativa das amostras de Madeiras e drogas medicinais (...) coligidos na provincia de Angola, e enviados a Exposição Internacional de Londres 1862. Lizbona, 1862.
- Sertum Angolense. In: Transactions of the Linnean Societyvol. XXII, London 1869.
- Notizen über die Bryologie von Portugal. V: Flora, 1872.